# Dejan Bandović
Dejan Bandović (Sarajevo, RFS de Yugoslavia, 11 de junio de 1983) es un exfutbolista bosnio de etnia croata que se desempeñaba como guardameta.

## Selección nacional
Fue incluido en la lista provisional de Bosnia y Herzegovina para la Copa del Mundo de 2014, pero finalmente no formó parte de la lista definitiva.

## Clubes
| Club             | País                 | Año       |
| ---------------- | -------------------- | --------- |
| Posušje          | Bosnia y Herzegovina | 2004-2007 |
| Široki Brijeg    | Bosnia y Herzegovina | 2007-2011 |
| Velež Mostar     | Bosnia y Herzegovina | 2011-2012 |
| Sarajevo         | Bosnia y Herzegovina | 2012-2015 |
| Olimpik Sarajevo | Bosnia y Herzegovina | 2015-2019 |

## Palmarés

### Campeonatos nacionales
| Título                       | Club     | País                 | Año  |
| ---------------------------- | -------- | -------------------- | ---- |
| Copa de Bosnia y Herzegovina | Sarajevo | Bosnia y Herzegovina | 2014 |
| Liga Premier                 | Sarajevo | Bosnia y Herzegovina | 2015 |